# テイルズ オブ アスタリア
『テイルズ オブ アスタリア』（TALES OF ASTERIA、略称：アスタリア）は、バンダイナムコエンターテインメントより配信されたスマートフォン用RPG。ジャンル名は「交差する想いがつながるRPG」。2014年4月3日にAndroid版、23日にiOS版が配信。

## 概要
『テイルズ オブ』 シリーズのキャラクターが総出演するネイティブRPGに仕上がっている。複数の章で構成されているが、どの章からプレイすることも可能。章ごとに主要キャラクターが決まっており、各キャラクターの視点でストーリーを進めていく形式になっている。配信されている章は、2021年4月時点で『星のカケラ』、『光と闇の救世主』、『結晶の大地と導きの光』、『追憶の楽園（エデン）』、『アヴァロンに眠る輝石』、『双星の宿命（さだめ）』の6つ。
本作のアニメーションムービーは『ハル』、『進撃の巨人』、『鬼灯の冷徹』などで知られるWIT STUDIOが手掛けている（『アヴァロンに眠る輝石』編のみA-1 Picturesが担当）。主題歌は章ごとに変わる。
登録者は2014年3月17日の時点で5万人を突破している。
開発は、当初はKLab岡山事業所が担当していたが、KLab岡山事業所の分社化に伴いまかねソフトへ移管された後、まかねソフトの親会社であるさくらソフトへ再移管された。
さくらソフトが2021年4月7日に破産手続開始決定を受けたことを受け、バンダイナムコエンターテインメントは同年4月20日に公式Twitterにて「テイルズ オブ アスタリア」の運営体制を見直すことを発表した。
2023年5月18日をもってサービスを終了した。

## システム

### 戦闘
クロスライドバトル
タップアクションで登場する敵を何体か倒すとこのモードに移行する。クロススライドバトルではアクションバトル時と違い味方パーティー5人と敵のターンが交互に攻撃するようになっており、各パーティーのフレームにはそれぞれ属性と特殊効果（攻撃・防御の上昇、HP・OLゲージの回復）が設定されており、制限時間内にキャラクターの属性と一致するようにスライドさせると連続攻撃が可能になる。パーティー全体のHITゲージが溜まることで覚醒モードになり、攻撃力が上昇する。
バトル直前に回復アイテムを使用することができるが、クエストごとに使用可能個数の上限が設けられている。
タップアクション
モンスター達にタップを駆使して攻撃しながら進む横スクロール型のタイミングアクションモードで、従来のシリーズでは雑魚戦に相当する。モンスターを倒すとアイテムがドロップされ、クロススライドバトルの制限時間延長やHP回復といった恩恵が得られる。タイミング良くタップすると「PERFECT」となり、クロスライドバトル移行時に先制攻撃をすることができる。

### キャラクター育成
キャラクターには6種の属性（火・水・風・地・光・闇）が存在し、相性は火→地→風→水→火、光と闇は相克となる。レアリティは下から順に☆1〜6まで存在しているが、通常入手できるのは☆5までで、☆6にするためには特定のアイテムを用いて「覚醒」を行う必要がある。
キャラクターには「術技」があり、戦闘中一定確率で自動的に発動する。高レアリティ（☆3、4は一部、☆5以上は全て）のキャラクターには「秘奥義」があり、通常攻撃やアイテムによってOL（オーバーリミッツ）ゲージを最大値まで溜めることでクロスライドバトル中に任意発動が可能になる。これらの技のレベルはキャラクター自体のレベルとは別になっており、反復使用やアイテムによる別個での強化が必要になる。

## 登場キャラクター
シリーズ第1作『テイルズ オブ ファンタジア』以降の作品から多数のキャラクターが登場し、キャラクターボイスは歴代パーティーキャラクターと敵キャラクターの一部にのみ設定されている。詳細は各作品の登場キャラクターを参照。章ごとに立ち位置が変わるため本記事での説明は割愛する。ここではオリジナルキャラクターのみ紹介。
オリエ
声 - 青木瑠璃子
女性 / 身長157cm
本作の案内人。本作紹介と操作方法の他に公式Twitter（現･X）で動画で「オリエの先出し放送局」を開催して主に最新情報告知担当。
ティルグ
声 - 増谷康紀
『星のカケラ』編最終ボス。星のカケラを所持して光の神殿に訪れた真の選ばれし者の願い事を叶える「守り神」と称される存在。
普段は眠っていて、夢を通して世界を見守っており、選ばれし者が現れた時に目覚める。だが、本編では悪夢から発生した闇に取り込まれ、暴走。そこに駆け付けた6人の選ばれし者によって浄化され、彼らの「戦争を煽る負の感情を消してほしい」との願いを叶えた後、新たな選ばれし者が現れるまでの間、再び眠りにつく。
菫色の瞳のエル
声 - 伊瀬茉莉也
女性 / 18歳 / 武器：投げナイフ
『双星の宿命』編に登場。とある分史世界における「エル・メル・マータ」。
ヴィクトルの相棒として旅をしていた。彼の計画達成の一助とする為、そしてヴィクトルを死なせない為にルドガーとユリウスの命を狙っていたが、ルドガーの説得を受け和解。全ての世界が滅びないように共存できる体制づくりに協力する。

## 主題歌
『星のカケラ』編
「believe in you」
歌：Do As Infinity、作詞：Tomiko Van、Yoshihisa Tokuda、作曲：Atsushi Suemitsu
『光と闇の救世主』編
「Eternally」
歌：CREAM、作詞：CREAM、作曲：CREAM、Hisashi Nawata、T`Z BEATZ
『結晶の大地と導きの光』編
「We Belong」
歌・作詞・作曲：BONNIE PINK
『追憶の楽園（エデン）』編
「ACROSS」
歌：水樹奈々、作詞：吉木絵里子、作曲：吉木絵里子、華原大輔
『アヴァロンに眠る輝石』編
「Adventure」
歌：Beverly
『双星の宿命（さだめ）』編
「DIVERGED LIGHT」
歌：近藤隆

## 他作品への出演
テイルズ オブ ザ レイズ
オリエ、ティルグ、菫色の瞳のエルが登場。